# Mưa bụi (nhạc tập)
Mưa bụi hay Tình đã bay xa là một loạt chương trình nghệ thuật do Hãng phim Trẻ, SAIGON Video và Trung tâm Băng nhạc Kim Lợi phối hợp sản xuất và phát hành trong thập niên 1990, có ảnh hưởng sâu sắc đến thị hiếu quần chúng cũng như tạo định hướng cho công nghiệp sản xuất âm nhạc Việt Nam hiện đại. Loạt chương trình này là hình mẫu trong việc kết hợp âm nhạc với kịch nghệ và điện ảnh, tạo ra lượng minh tinh đông đảo ở nhều thể loại nghệ thuật, giúp thay đổi giới giải trí trong nước sau nhiều biến động lịch sử nửa sau thế kỷ XX.

## Lịch sử

### Bối cảnh
Những năm đầu thập niên 1990, âm nhạc Việt với những cái tên của dòng nhạc "tình ca đỏ" như Nhã Phương, Bảo Yến, Ngọc Tân dần lắng xuống, nhưng ca sĩ trẻ với dòng nhạc hiện đại hơn như Ngọc Ánh, Ngọc Sơn, Lê Tuấn chưa tạo được ấn tượng mạnh, cùng với hồi sinh dè dặt của những ca khúc nhạc vàng trước 1975.
Thời kỳ ấy, phương tiện truyền thông chưa phát triển mạnh, các sản phẩm giải trí được truyền tải qua băng catsette, VHS. Nhưng không phải ai cũng có điều kiện thưởng thức những sản phẩm này, nếu có, thì đa phần là âm nhạc hải ngoại với những Ngọc Lan, Hương Lan, Linda Trang Đài... Vì thị trường âm nhạc trong nước chưa phát triển cạnh tranh nên khán giả nếu muốn thưởng thức âm nhạc trong nước chỉ còn cách đến những tụ điểm sân khấu để trực tiếp nghe những ca sỹ thời bấy giờ biểu diễn.

### Ý tưởng
Nắm bắt được thực tại, nhạc sĩ Hữu Minh, chủ hãng đĩa Kim Lợi mong muốn thử nghiệm dòng âm nhạc mới mang hơi hướng dân ca kết hợp kỹ thuật nhạc nhẹ. Khi nghệ sĩ cải lương Tài Linh đến Kim Lợi, thu âm thử những sáng tác của Hữu Minh, được biên tập bởi nhạc sĩ Vinh Sử, đã tạo được ấn tượng với Hữu Minh, anh đề nghị Tài Linh làm quen với dòng nhạc nhẹ dù dòng nhạc này cô hoàn toàn không phải chuyên môn của cô.
Qua thời gian làm quen dòng nhạc mới và thay đổi phong cách cùng với kỹ thuật vốn có, tiếng hát Tài Linh đã thuyết phục được ca sĩ Đình Văn cùng kết hợp thành một cặp song ca. Sản phẩm đầu tiên hai người kết hợp là chương trình Tùy hứng lý qua cầu được phát hành dưới dạng băng cassette với số lượng bán ra hơn 150.000 bản. Sau thành công ban đầu đó, Hãng phim Trẻ và Kim Lợi đã đầu tư trang thiết bị cùng ý tưởng quay lại những khung cảnh đẹp cùng các ca sỹ trong dự án. Đây là một sự đổi mới cho các video âm nhạc Việt Nam khi mà khán giả còn khó tiếp cận với các MV của các nghệ sĩ nước ngoài còn các chương trình tại hải ngoại chủ yếu được quay trên sân khấu. Còn các ca sỹ trong nước rất ít người phát hành những MV ca nhạc được đầu tư công sức, máy móc hiện đại như vậy.

### Khai sinh
Trong một buổi chiều buồn đi quay cảnh làm karaoke trên Đà Lạt, thì đoàn của Hữu Minh gặp cơn mưa bụi, ông có ý định sẽ sử dụng hình ảnh cơn mưa bụi trong video của Tài Linh. Cái tên Mưa Bụi cũng chính thức được đặt cho các sản phẩm tuyển tập sau này, với những phong cảnh đặc trưng của Việt Nam lần lượt xuất hiện trong những MV ca nhạc này. Những bối cảnh từ các vùng miền được đưa vào những video ca nhạc của Mưa Bụi.
Dấu ấn khó phai nhất của Mưa Bụi là ca khúc "Giăng câu", nó gần gũi và phổ thông đến mức câu hát mở đầu trở thành câu chào hàng ngày của khán giả miền Tây và một số nơi ở Thành phố Hồ Chí Minh.
Video ca nhạc Mưa Bụi làm theo một công thức khá hấp dẫn: Ca khúc có âm hưởng dân ca + nhạc trữ tình + Hoạt cảnh hài + ca sĩ mới.… Từ Mưa Bụi, hai Tài Linh - Đình Văn, xuất hiện hàng loạt tên tuổi mới như Chế Thanh, Sỹ Ben, Mộng Na, Thùy Trang, Cảnh Hàn… diễn viên cải lương như Kim Tử Long và diễn viên hài Hồng Vân, Bảo Chung, Bảo Quốc, Duy Phương, Hồng Tơ, các nghệ sĩ Thành Lộc, Hồng Nga tạo được dấu ấn bằng những tiết mục hài rất vui nhộn, hợp thị hiếu, có tính chất sáng tạo, đầy thể nghiệm và tìm tòi trong thời kì đó.
Sau 3 số đầu tiên với lượng phát hành hàng trăm ngàn bản, Mưa Bụi nhận về sự phản đối vì tên gọi quá bình dân, nhiều khán giả khó tính cho rằng tên gọi này không xứng tầm với chương trình. Để xoa dịu khán giả khó tính, Ê kíp & nhà sản xuất sau đó đã nghĩ cách là vẫn giữ nguyên tên là Mưa Bụi nhưng chỉ cần thêm tên chủ đề chương trình mới là Tình Đã Bay Xa. Kể từ đó, Mưa Bụi đã đến được với thị trường hải ngoại khó tính. Nhu cầu mua băng chươnng trình bấy giờ lớn đến nỗi các đại lý phải xếp hàng lấy số mới có thể đăng ký được số lượng mong muốn. Minh Vy kể lại: "Tôi vẫn nhớ trung tâm Kim Lợi mở cửa bán hàng vào 7h30 sáng, nhưng từ 4h30 đã có người xếp hàng để được mua trước như những ngày thời bao cấp".

## Phê bình
| “                | Những năm 1990, các video cải lương rất thịnh hành và trong quá trình quay các tuồng cải lương cho đạo diễn Hữu Minh thì anh ấy nhận thấy tôi có khả năng ca nhạc nên mời tôi làm CD ca nhạc. CD đó tôi hát với ca sĩ Đình Văn, có bài 'Ngẫu hứng lý qua cầu' rất được khán giả yêu thích, từ đó khán giả cũng chấp nhận mình hát tân nhạc. Sau đó thì đến băng 'Mưa bụi' mà mình cũng không ngờ lại thành công đến vậy. | ” |
| — Ca sĩ Tài Linh | |   |

| “                | Thành công như vậy, nhưng cát sê lúc đó của các ca sĩ chỉ được 2 triệu đồng, tính cả cho sản phẩm chứ không tính riêng từng bài. Sau thành công đó, các show diễn của tôi là 250USD/bài, quay video là 500-700USD. Các show diễn tới tấp, đến nỗi ăn ngủ đều ở trên xe là chính. | ” |
| — Ca sĩ Ngọc Hải | |   |

| “                   | Mưa Bụi là kỷ niệm lớn, khán giả rất yêu thích. Một lần tôi ra Hà Nội diễn, khán giả Cung Việt Xô vỗ tay không ngớt. Kết thúc chương trình rất nhiều người tặng tôi tiền, không cầm hết được. | ” |
| — Ca sĩ Kim Tử Long | |   |

| “                  | Những năm 1991-1993 là giai đoạn cực thịnh của nhạc trữ tình. Tôi vẫn nhớ trung tâm Kim Lợi mở cửa bán hàng vào 7h30 sáng, nhưng từ 4h30 đã có người xếp hàng để được mua trước như những ngày thời bao cấp. | ” |
| — Nhạc sĩ Hữu Minh | |   |

## Nhân sự

### Sản xuất
- Đạo diễn: Trần Cảnh Đôn, Lê Lộc, Kim Loan, Lâm Lê Dũng, Hữu Minh, Hoàng Vi Phi, Việt Thanh, Hoàng Nam, Thành Vinh
- Biên kịch: Trần Cảnh Đôn, Hữu Minh
- Hòa âm: Mạnh Trinh, Minh Tâm, Bảo Chấn
- Nhiếp ảnh: Lê Trí, Thanh Danh, Hoàng Nam, Lâm Triết
- Quay phim: Lê Trí, Thanh Danh, Hoàng Nam, Lâm Lê Dũng, Lâm Triết
- Dựng phim: Quách Hoan, Phạm Tuấn Minh
- VTR: Trọng Hòa
- Nhạc công: Mạnh Trinh, Lý Được, Thanh Sơn
- Xướng ngôn viên: Phương Thảo[8], Quốc Thảo

### Diễn xuất
- Tài Linh
- Đình Văn
- Kim Tử Long
- Tú Châu
- Cảnh Hàn[9]
- Sỹ Ben
- Mộng Na
- Ngọc Sơn
- Ngọc Hải
- Thạch Thảo
- Cẩm Ly
- Minh Tuyết
- Lam Trường
- Chế Thanh
- Thùy Trang
- Minh Thuận
- Hồng Vân
- Bảo Quốc
- Bảo Chung
- Duy Phương
- Phương Thanh
- Hữu Nghĩa
- Mai Tuấn
- Yến Khoa
- Hồng Nga
- Hồng Tơ
- Hà Phương
- Minh Nhí
- Thanh Tùng
- Mai Sơn
- Trần Sang
- Thái Vinh

## Danh sách
| Năm  | Nhan đề                       | Bài hát, Tác giả, Kịch bản, Biểu diện, Ca sĩ | Xướng ngôn viên!       |
| ---- | ----------------------------- | --- | ---------------------- |
| 1994 | Mưa Bụi 1                     | Mật Đắng Tình Yêu (Hàn Châu) - Đình Văn Bến Thượng Hải (Nhạc Nước Ngoài, lời Việt: Vinh Sử - Hữu Minh) - Tài Linh, Sỹ Ben Tiễn Biệt (Tô Thanh Tùng) - Thạch Thảo, Ngọc Hải HÀI: Kỳ Phùng Địch Thủ (Thới Lai) - Bảo Quốc, Bảo Chung Đời Phù Du (Nhạc Nước Ngoài, lời Việt: Hữu Minh) - Đình Văn, Sỹ Ben Mưa Bụi 1 (Hữu Minh) - Tài Linh, Ngọc Hải Giăng Câu 1 (Tô Thanh Tùng) - Tài Linh, Đình Văn Giã Từ (Tô Thanh Tùng) - Ngọc Hải Hải Âu Phi Xứ (Nhạc Nước Ngoài, lời Việt: Vinh Sử) - Tài Linh, Sỹ Ben, Mộng Na Hoa Mười Giờ (Đài Phương Trang) - Thạch Thảo, Ngọc Hải Hài: Ba Trợn Sáu Xạo (Bảo Quốc) - Bảo Quốc, Bảo Chung Sao Đổi Ngôi (Huy Phong) - Tài Linh, Đình Văn | Phương Thảo            |
| 1994 | Mưa Bụi 2                     | Mưa Bụi 2 (Hữu Minh) - Tài Linh, Đình Văn Vì Trong Nghịch Cảnh 1 (Hoài Nam) - Thạch Thảo, Ngọc Hải Đồi Tím Hoa Sim (Vinh Sử, Hữu Minh) - Tài Linh, Sỹ Ben HÀI: Đại chiến Đà Lạt Đêm Mưa (Phần 1) - Thạch Minh Lộc - Bảo Chung, Thành Chiến, Duy Phương, Hồng Vân, Tài Linh Em Hãy Vê Đi (Vinh Sử) - Chế Thanh Lời Cuối Cho Tình Yêu 1 (Nhạc Nước Ngoài, lời Việt: Minh Tâm) - Tài Linh, Kim Tử Long, Sỹ Ben, Mộng Na Tiếng Sóng Biển (Nhạc Nước Ngoài, lời Việt: Minh Tâm) - Tài Linh, Mộng Na Tình Đẹp Mùa Chôm Chôm (Giao Tiên) - Đình Văn Quân Vương Và Thiếp (Minh Tâm) - Tài Linh, Kim Tử Long, Sỹ Ben, Mộng Na HÀI: Đại chiến Đà Lạt Đêm Mưa (Phần 2) (Thạch Minh Lộc) - Bảo Chung, Thành Chiến, Duy Phương, Hồng Vân, Tài Linh Làm Dâu Xứ Lạ (Vính Sử) - Thạch Thảo, Ngọc Hải Anh Sáu Về Quê (Hữu Minh) - Tài Linh, Đình Văn | Phương Thảo            |
| 1994 | Mưa Bụi 3                     | Đi Cày (Hàn Châu, Vinh Sử) - Tài Linh, Kim Tử Long Liên Khúc: Tình Đã Phai, Xa Em Kỷ Niệm (Nhạc Nước Ngoài, lời Việt: Minh Văn) - Đình Văn, Thái Vinh Trách Người Trong Mộng (Giao Tiên, Thảo Nguyên) - Trần Sang, Thùy Trang Cánh Chim Bạt Gió (Nhạc Nước Ngoài, lời Việt: Minh Văn) - Tài Linh, Mộng Na HÀI: Đà Lạt Đêm Mưa (Phần 3) (Thạch Minh Lộc) - Bảo Chung, Bảo Quốc, Tài Linh, Duy Phương, Hồng Vân Liên Khúc: Hòn Vọng Phu, Ru Em - Lê Thương, Dân ca Nam Bộ, Cải biên Lưu Hữu Phước - Tài Linh, Đình Văn (Giọng ca: Hoài Nam, Phước Lộc, Hồng Quang) Vầng Trán Suy Tư (Thanh Sơn) - Chế Thanh Mùa Thu Lá Bay (Nhạc Nước Ngoài, lời Việt: Nam Lộc) - Tài Linh, Sỹ Ben Đêm Tóc Rối (Hàn Châu) - Trần Sang HÀI: Đà Lạt Đêm Mưa (Phần 4) (Thạch Minh Lộc) - Bảo Chung, Bảo Quốc, Tài Linh, Duy Phương, Hồng Vân Màu Xanh Kỷ Niệm (Hàn Ni, Thục Chương) - Thùy Trang, Chế Thanh Duyên Tình (Y Vân) - Tài Linh, Đình Văn | Phương Thảo            |
| 1994 | Mưa Bụi 4 (Tình Đã Bay Xa 1)  | Nhắn Cánh Chim Chiều (Khánh Băng) - Đình Văn Hồng Trần (Nhạc Nước Ngoài, lời Việt: Hữu Minh) - Tú Châu, Tài Linh Em Đi Trên Cỏ Non (Bắc Sơn) - Thùy Trang Tình Đã Bay Xa (Hàn Châu) - Chế Thanh Bốn Mùa Thương Nhớ (Khánh Bắng) - Tài Linh, Đình Văn Tiếng Sáo Phiêu Bồng (Nhạc Nước Ngoài, lời Việt: Minh Tâm) - Lam Trường Hương Sơ Ri (Hoàng Phương) - Trần Sang Giăng Câu 2 (Tô Thanh Tùng) - Tài Linh, Đình Văn Sao Anh Nỡ Đành Quên (Tô Thanh Tùng) - Yến Khoa, Chế Thanh Nàng Sơn Ca (Nhạc Nước Ngoài, lời Việt: Minh Tâm) - Tài Linh, Kim Tử Long, Lam Trường, Cảnh Hàn Hài kịch: Cái Lu Thần (Đoàn Khoa) - Hồng Nga, Hồng Tơ, Minh Nhí, Thanh Tùng, Mai Sơn | Phương Thảo            |
| 1995 | Mưa Bụi 5 (Tình Đã Bay Xa 2)  | Mưa Bụi Hoàng Hôn (Vinh Sử, Hữu Minh) - Đình Văn, Tài Linh Chẳng Dám Làm Quen (Y Vũ, Vinh Sử) - Kim Tử Long Đêm Thu (Nhạc Nước Ngoài, lời Việt: Minh Tâm) - Cảnh Hàn Câu Hát Lý Theo Chồng (Giao Tiên, Vinh Sử) - Tài Linh Liên Khúc: Còn Lại Mình Anh (Nhạc Nước Ngoài, lời Việt: Minh Văn) - Đình Văn, Lam Trường Hài kịch: Lướt Cùng Tia Chớp (Phần 1) (Duy Phương) - Hồng Vân, Duy Phương, Bảo Quốc, Mai Trần, Bảo Chung, Hồng Tơ Nhẫn Cỏ Cho Em (Vinh Sử) - Chế Thanh Lời Cuối Cho Tình Yêu 2 (Nhạc Nước Ngoài, lời Việt: Minh Tâm) - Tài Linh, Kim Tử Long, Tú Châu, Cảnh Hàn Sa Mưa Giông (Bắc Sơn) - Thùy Trang Đám Cưới Người Ta (Phước Khải, Thảo Nguyên) - Mai Tuấn, Yến Khoa Vòng Tay Người Yêu (Nhạc Nước Ngoài, lời Việt: Minh Tam) - Lam Trường Người Yêu Lý Tưởng (Nhạc Nước Ngoài, lời Việt: Minh Tâm) - Tài Linh, Tú Châu Hài kịch: Lướt Cùng Tia Chớp (Phần 2) (Duy Phương) - Hồng Vân, Duy Phương, Bảo Quốc, Mai Trần, Bảo Chung, Hồng Tơ Tội Tình (Hàn Châu) - Đình Văn Gánh Tương Tư (Ngọc Sơn) - Chế Thanh Xin Đừng Hái Hoa - Nhạc Nước Ngoài, lời Việt: Hữu Minh - Tài Linh, Kim Tử Long, Tú Châu, Cảnh Hàn | Phương Thảo            |
| 1995 | Mưa Bụi 6 (Tình Đã Bay Xa 3)  | Gửi Người Tôi Yêu (Nguyễn Hữu Thiết) - Cẩm Ly, Cảnh Hàn Có lẽ (Kim Khánh) - Đình Văn Sương Khói (Hữu Thạnh) - Chế Thanh Lý Chim Xanh (Dân ca Nam Bộ, lời: Diễm Nhi) - Tài Linh Tình Bạn (Nhạc Nước Ngoài, lời Việt: Minh Tâm) - Lam Trường Tình Bọt Nước (Huy Phong) - Yến Khoa, Mai Tuấn Em Trước Anh Sau (Y Vũ, Vinh Sử) - Kim Tử Long Tiếng Sáo (Nhạc Nước Ngoài, lời Việt: Cẩm Ly) - Cẩm Ly Liên Khúc: Tình Xưa Xa Rồi (Hoài Nam, Tô Thanh Tùng, Vinh Sử) - Ngọc Hải, Thạch Thảo Cô Thắm Về Quê Hương (Giao Tiên, Vinh Sử) - Tài Linh, Đình Văn Mưa trên phố Huế (Minh Kỳ) - Hà Phương Say (Phan Anh) - Hồng Vân, Thành Lộc Tiếng Vỹ Cầm (Nhạc Nước Ngoài, lời Việt: Minh Vy) - Minh Tuyết Giọt Nước Thay Lệ Tình (Nhạc Nước Ngoài, lời Việt: Minh Tâm) - Cảnh Hàn Đôi Ta (Y Vũ) - Tài Linh, Đình Văn Cô Gái Bán Hoa (Nhạc Nước Ngoài, lời Việt: Minh Tâm) - Tú Châu Vào Hạ (Lê Hựu Hà) - Minh Tuyết, Lam Trường, Cẩm Ly, Cảnh Hàn | Phương Thảo            |
| 1996 | Mưa Bụi 7 (Tình Đã Bay Xa 4)  | Thương Quá Quê Hương Ơi (Ngọc Sơn) - Đình Văn Trăm Vạn Lần Sầu (Nhạc Nước Ngoài, lời Việt: Minh Tâm) - Tú Châu, Cảnh Hàn Hương Tóc Mạ Non (Thanh Sơn) - Tài Linh Tiễn Bạn Lên Đường (Nhạc Nước Ngoài, lời Việt: Minh Tâm) - Lam Trường Chờ Người (Khánh Băng) - Yến Khoa Sao Anh Chẳng Đến (Nhạc Nước Ngoài, lời Việt: Minh Tâm) - Minh Tuyết, Tú Châu Lục Tiểu Phụng (Nhạc Nước Ngoài, lời Việt: Minh Tâm) - Chế Thanh Tư Lúa Vui Xuân (Nguyên Thảo) - Kim Tử Long Tan Vỡ (Nhạc Nước Ngoài, lời Việt: Trường Huy) - Tài Linh Ngẫu Hứng Ru Con (Bảo Phúc) - Thùy Trang Liên Khúc: Lạy Anh Em Đi Lấy Chồng, Bà Rằng Bà Rí (Y Vân, Dân ca Bắc Bộ) - Hồng Vân, Thành Lộc Vì Trong Nghịch Cảnh 2 (Hoài Nam) - Mai Tuấn, Yến Khoa Bên Cầu Ngó Mong (Lý Dũng Liêm) - Đình Văn Em Yêu Chớ Vô Tình (Nhạc Nước Ngoài, lời Việt: Minh Tâm) - Cảnh Hàn Liên Khúc: Lý Cây Đa, Lý Mười Thương (Dân ca Bắc Bộ, Lời: Phạm Duy, Dân ca Huế, sưu tầm: Nguyễn Hữu Ba) - Minh Tuyết, Cẩm Ly, Hà Phương | Phương Thảo            |
| 1996 | Mưa Bụi 8 (Tình Đã Bay Xa 5)  | Khi Yêu (Nguyễn Đức Trung) - Lam Trường Thương Ai Mắt Đợi Mắt Chờ (Dzoãn Bình) - Hà Phương Làm Quen (Ngọc Sơn) - Tài Linh, ĐÌnh Văn Hãy Để Tình Ngủ Yên (Nhạc Nước Ngoài, lời Việt: Minh Tâm) - Minh Tuyết Hài kịch: Lướt Cùng Tia Chớp (Phần 3) (Đoàn Khoa) - Thành Lộc, Hồng Vân, Minh Nhí, Hữu Châu, Hữu Nghĩa Gió Đông (Nhạc Nước Ngoài, lời Việt: Minh Tâm) - Tú Châu Giọt Lệ Đài Trang (Châu Kỳ) - Chế Thanh Đôi Cánh Thiên Thần (Khánh Băng) - Minh Thuận, Phương Thanh Đoạn Cuối Tình Yêu (Tú Nhi) - Mai Tuấn, Yến Khoa Có Phải Em Không (Nhạc Nước Ngoài, lời Việt: Minh Tâm) - Cảnh Hàn Trăng Hờn Tủi (Đynh Trầm Ca) - Tài Linh Nỗi Buồn Tình Yêu (Nhạc Nước Ngoài, lời Việt: Minh Văn) - Đình Văn Hài kịch: Lướt Cùng Tia Chớp (Phần 4) (Đoàn Khoa) - Thành Lộc, Hồng Vân, Minh Nhí, Hữu Châu, Hữu Nghĩa Ai Mang Đi Niềm Đau (Nhạc Nước Ngoài, lời Việt: Trường Huy) - Cẩm Ly Chuyện Ngày Xưa (Giao Tiên) - Kim Tử Long, Tài Linh | Phương Thảo            |
| 1997 | Mưa Bụi 9 (Tình Đã Bay Xa 6)  | Về Miền Tây (Tô Thanh Tùng) - Minh Tuyết, Lam Trường, Cẩm Ly, Cảnh Hàn, Mai Tuấn, Yến Khoa, Hà Phương, Hữu Nghĩa, Tú Châu Trách Phận (Phan Bá Chức) - Phan Bá Chức Đừng Trách Lá Diêu Bông (Trần Hải, Trần Thiết Hùng) - Tài Linh, Đình Văn Khi Ta Xa Nhau (Nguyễn Ngọc Thiện) - Minh Tuyết, Cẩm Ly Người Không Cô Đơn (Vinh Sử) - Chế Thanh Em Là Của Anh (Nhạc Nước Ngoài, lời Việt: Minh Tâm) - Lam Trường Trên Dòng Sông Nhỏ (Hàn Châu) - Thùy Trang Người Nỡ Đành Quên (Nhạc Nước Ngoài, lời Việt: Minh Tâm) - Tài Linh, Tú Châu Yêu Em (Ngọc Sơn) - Ngọc Sơn Như Vạt Nắng (Trúc Hồ) - Thành Lộc, Hồng Vân Sông Quê 2 (Đynh Trầm Ca) - Đình Văn, Hà Phương Hào Hoa (Giao Tiên) - Mai Tuấn, Yến Khoa Lỡ Làng (Minh Tâm) - Tài Linh Mống Chuồn Chuồn (Giao Tiên) - Kim Tử Long Hoàng Phi Hồng (Nhạc Nước Ngoài, lời Việt: Hoàng Hà) - Cảnh Hàn | Phương Thảo, Quốc Thảo |
| 1998 | Mưa Bụi 10 (Tình Đã Bay Xa 7) | Tự Tình Lý Cây Bông (Trương Quang Tuấn, Kim Tuấn) - Đình Văn, Hà Phương Đà Lạt Hoàng Hôn (Minh Kỳ, Dạ Cầm) - Cẩm Ly Sao Anh Lâu Về Tiền Giang (Diệp Minh Tuyền) - Kim Tử Long Biệt Khúc (Nhạc Nước Ngoài, lời Việt: Minh Tâm) - Lam Trường Bông Bí Vàng (Bắc Sơn) - Thùy Trang Giận Hờn (Nhạc Nước Ngoài, lời Việt: Chu Minh Ký) - Minh Thuận Xóm Vắng (Nhạc Nước Ngoài, lời Việt: Hữu Minh, Hàn Ni) - Tài Linh Lặng Thầm (Thế Hiển) - Mai Tuấn Anh Đi Chài Tôm (Giao Tiên, Vinh Sử) - Đình Văn, Hồng Vân Trống Vắng (Quốc Hùng) - Phương Thanh Nụ Hồng Mong Manh (Nhạc Nước Ngoài, lời Việt: Minh Tâm) - Tú Châu, Cảnh Hàn Huế Xưa (Châu Kỳ) - Hà Phương Gõ Cửa Trái Tim (Vinh Sử, Vũ Đình Chiến) - Chế Thanh Khi Người Yêu Tôi Khóc (Trần Thiện Thanh) - Cảnh Hàn, Cẩm Ly Cô Gái Núi Lê (Nhạc Nước Ngoài, lời Việt: Minh Tâm) - Minh Thuận, Phương Thanh, Cẩm Ly, Cảnh Hàn, Mai Tuấn, Yến Khoa, Hà Phương, Hữu Nghĩa, Thùy Trang, Tú Châu |                        |

### Tư liệu
- Truyện đời bất ngờ ông hoàng nhạc Mưa Bụi Lưu trữ ngày 28 tháng 10 năm 2020 tại Wayback Machine
- Truyện đời ít biết về nữ hoàng băng nhạc Mưa Bụi Lưu trữ ngày 29 tháng 4 năm 2019 tại Wayback Machine
- Nhân viên soát vé, cô đào tuổi 30 và nữ hoàng video Lưu trữ ngày 25 tháng 9 năm 2020 tại Wayback Machine
- 'Ông hoàng cải lương Hồ Quảng' Vũ Linh 1 2
- Ca sĩ Mai Tuấn vấn vương với dòng nhạc trữ tình
- Ca sĩ Mai Tuấn "nhớ về Mưa Bụi" Lưu trữ ngày 29 tháng 4 năm 2019 tại Wayback Machine
- Thạch Thảo - Ngọc Hải: Mối tình đầy tiếc nuối thời Mưa Bụi
- Duy Phương - Ngôi sao hài đình đám những năm 1990 là ai ?
- Những song ca nhạc Việt đi cùng thời gian